# Jujuy
Jujuy je provincie na nejzazším severozápadě Argentiny. Hraničí na západě s Chile, na severu s Bolívií a na východě s argentinskou provincií Salta.
Její hlavní město se jmenuje San Salvador de Jujuy.

## Departementy
Seznam departementů provincie Jujuy a jejich hlavních měst:
1. Cochinoca (Abra Pampa)
2. Doctor Manuel Belgrano (San Salvador de Jujuy)
3. El Carmen (El Carmen)
4. Humahuaca (Humahuaca)
5. Ledesma (Libertador General San Martín)
6. Palpalá (Palpalá)
7. Rinconada (Rinconada)
8. San Antonio (San Antonio)
9. San Pedro (San Pedro de Jujuy)
10. Santa Bárbara (Santa Clara)
11. Santa Catalina (Santa Catalina)
12. Susques (Susques)
13. Tilcara (Tilcara)
14. Tumbaya (Tumbaya)
15. Valle Grande (Valle Grande)
16. Yavi (La Quiaca)

## Fotogalerie

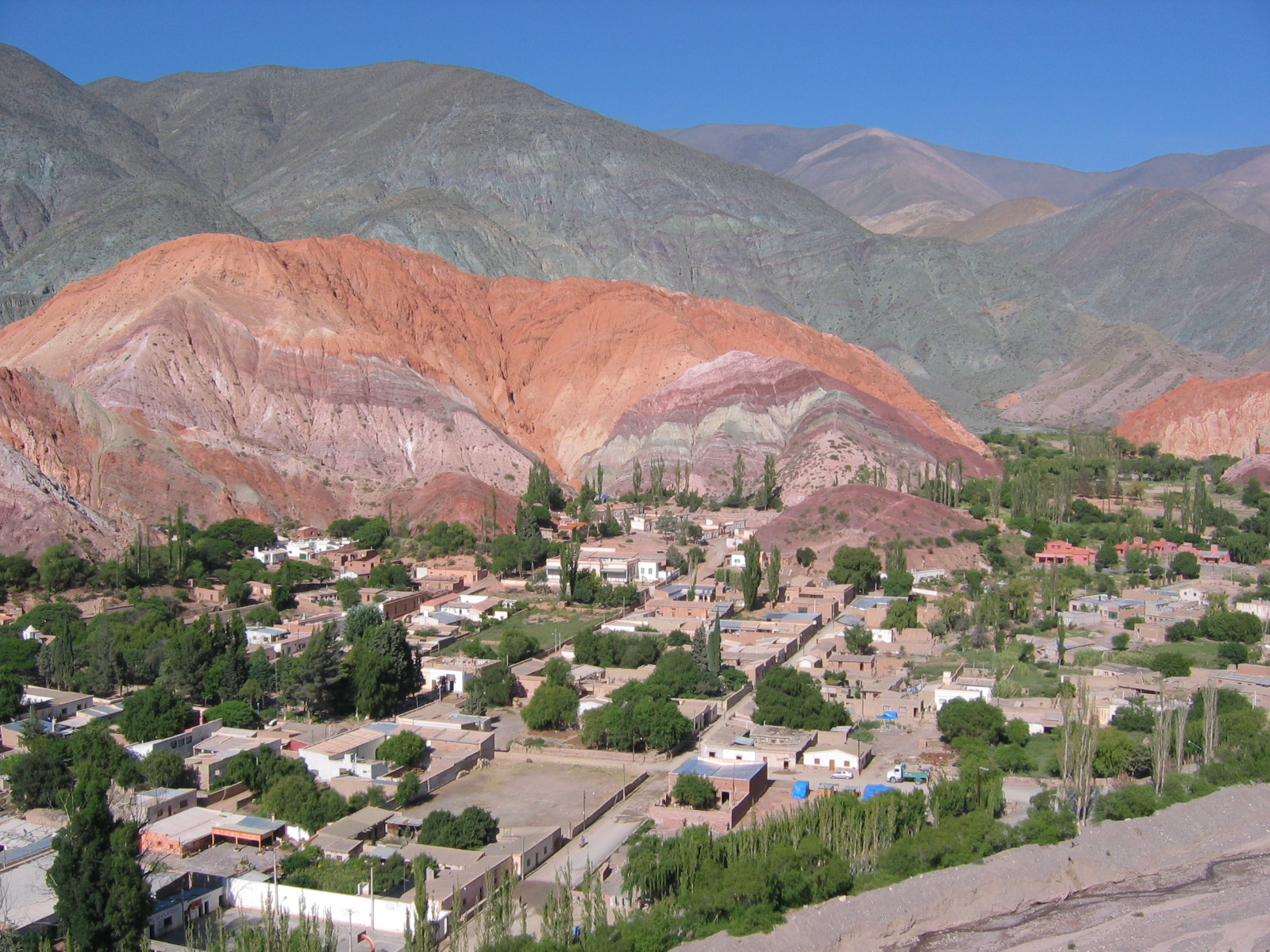
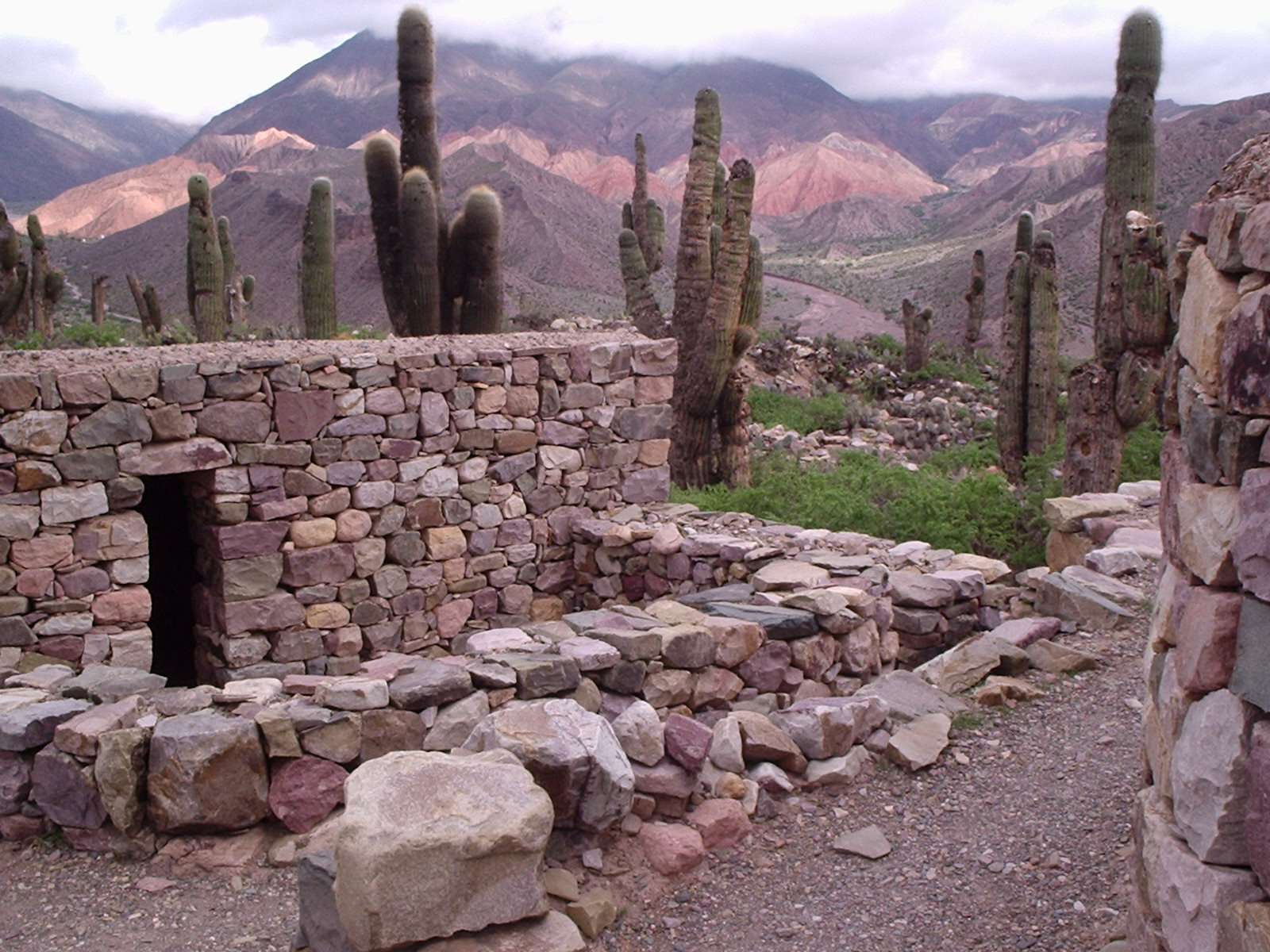
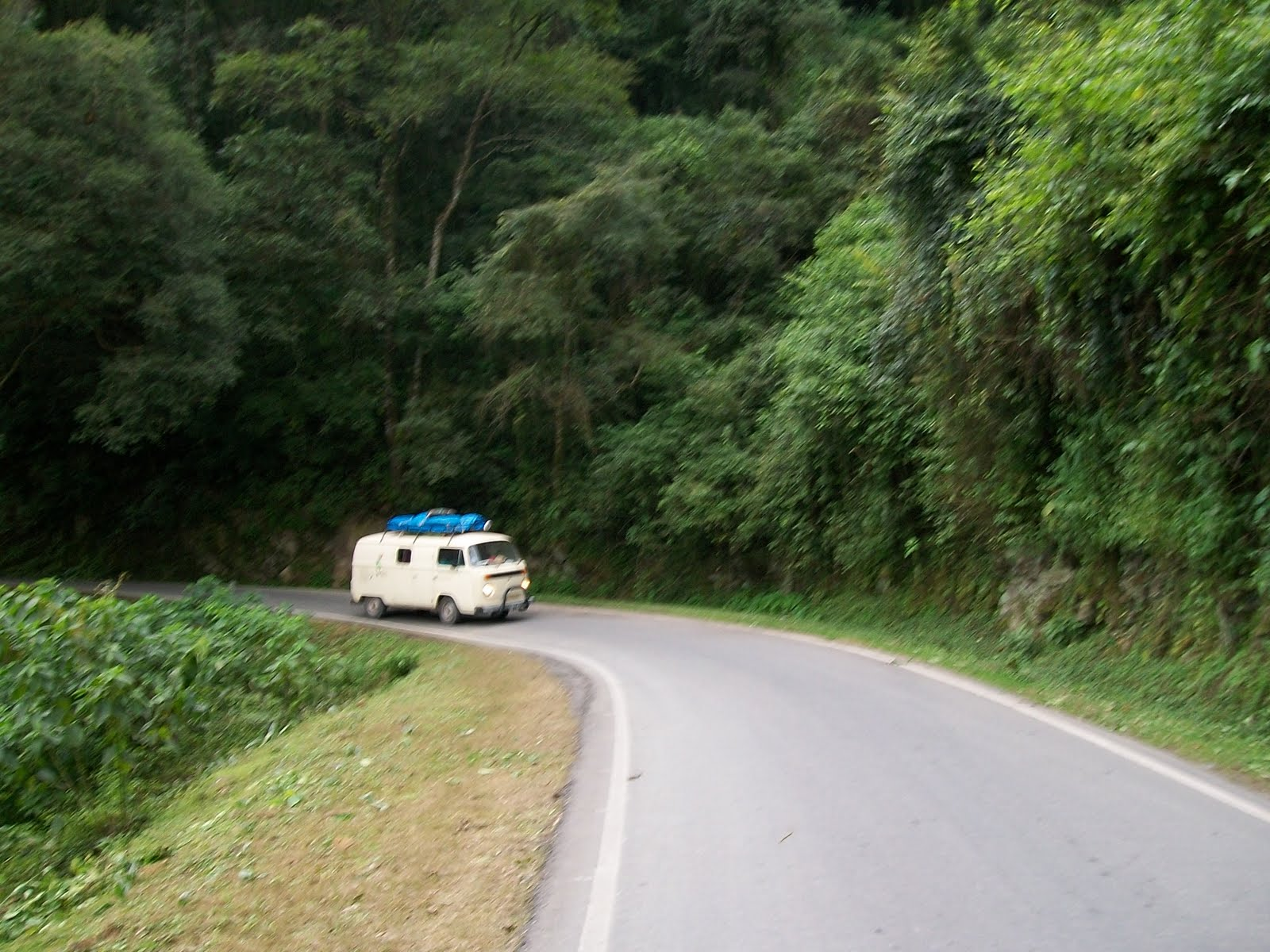
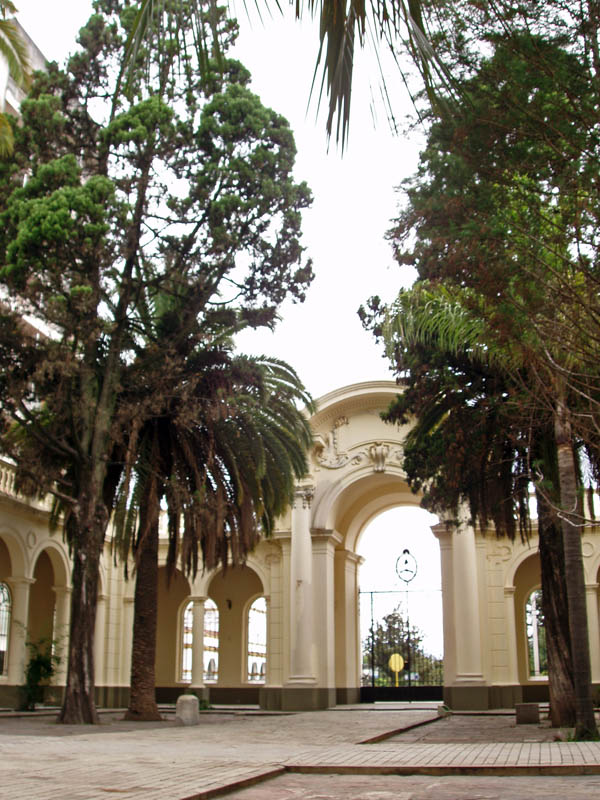